# Linea 1 (metropolitana di Porto Alegre)
La Linea 1 è la prima linea metro costruita nella città di Porto Alegre, dispone di 21 stazioni, per un totale di 43,4 km di estensione e trasporta circa 175.000 utenti al giorno.
La linea (identificata dal colore blu) è stata inaugurata il 1º marzo 1985.
Incrocia l'Aeromóvel presso la stazione Aeroporto.
Oltre a servire la città di Porto Alegre, serve i sobborghi intorno alla città come São Leopoldo, Novo Hamburgo e Canoas.

## Storia
La costruzione della prima metropolitana della città di Porto Alegre è iniziata nel 1980. La Linea 1 venne inaugurata il 2 marzo 1985 tra le stazioni di Mercado e di Sapucaia. Nel dicembre del 1997 la linea viene estesa fino a Unisinos; un'altra estensione venne aperta nel novembre del 2000 fino a São Leopoldo, dopo due mesi di pre-esercizio.
Il 3 luglio 2012 sono state aperte due nuove stazioni (Rio Dos Sinos e Santo Afonso) dell'espansione fino a Novo Hamburgo.
Nel gennaio 2014 sono state inaugurate altre tre stazioni (Industrial, Fenac e Novo Hamburgo) della Linea 1, che ha portato la lunghezza della linea a 43,4 km e un tempo di percorrenza di 53 minuti. Il costo totale di questa espansione è stato di 953 milioni di reis.

## Stazioni
Nell'elenco che segue, a fianco ad ogni stazione, sono indicati i servizi presenti, gli eventuali interscambi ferroviari e le città in cui sono collocate:

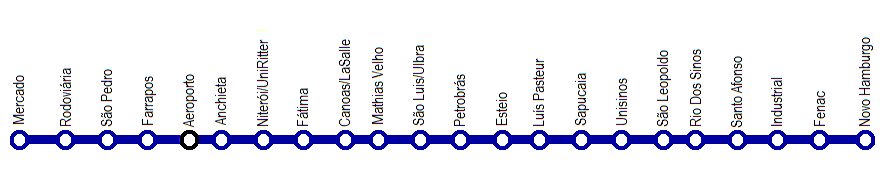
Rappresentazione grafica.

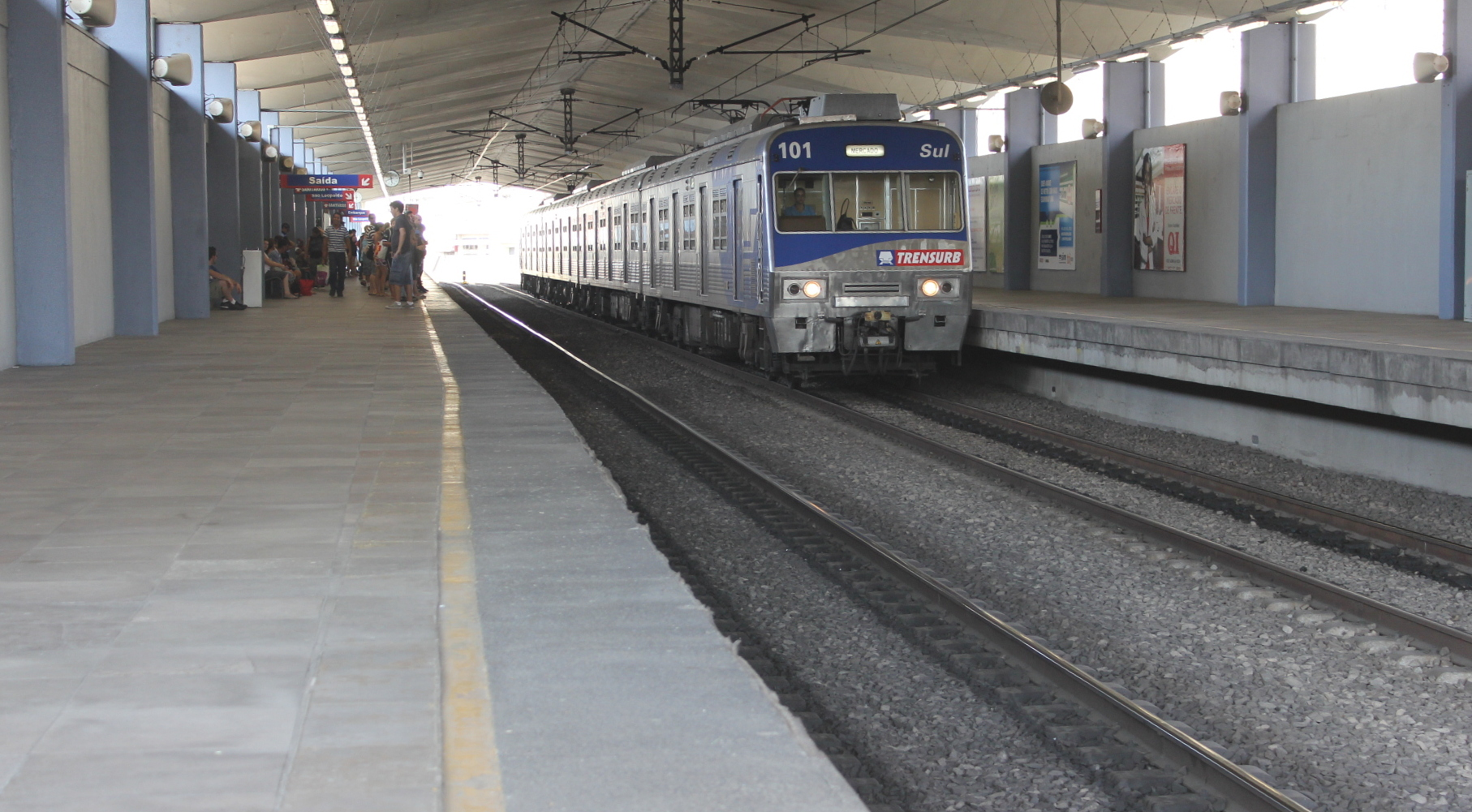
Un treno entra presso una delle stazioni

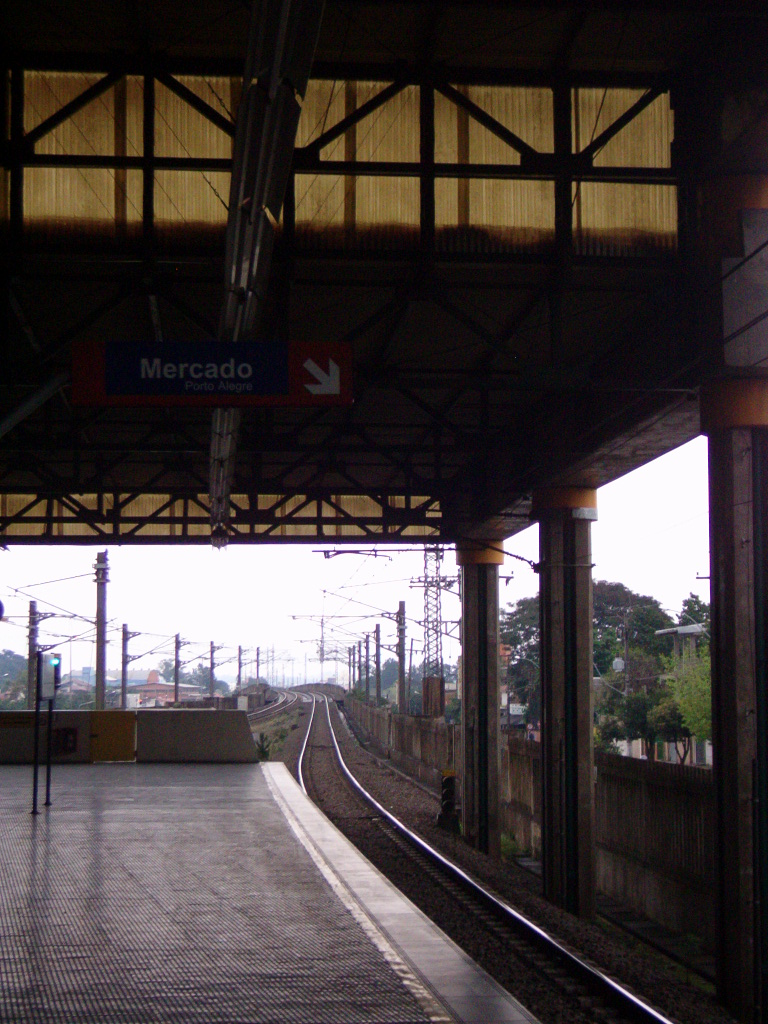
Particolare della stazione di Unisinos

| Fermata           | Apertura         | Interscambi         | Città           | Note |
| ----------------- | ---------------- | ------------------- | --------------- | ---- |
| Mercado           | 2 marzo 1985     | Bus di interscambio | Porto Alegre    |      |
| Rodoviária        | 2 marzo 1985     | Bus di interscambio | Porto Alegre    |      |
| São Pedro         | 2 marzo 1985     |                     | Porto Alegre    |      |
| Farrapos          | 2 marzo 1985     |                     | Porto Alegre    |      |
| Aeroporto         | 2 marzo 1985     | Aeromóvel           | Porto Alegre    |      |
| Anchieta          | 2 marzo 1985     |                     | Porto Alegre    |      |
| Niterói/UniRitter | 2 marzo 1985     |                     | Canoas          |      |
| Fátima            | 2 marzo 1985     |                     | Canoas          |      |
| Canoas/LaSalle    | 2 marzo 1985     |                     | Canoas          |      |
| Mathias Velho     | 2 marzo 1985     |                     | Canoas          |      |
| São Luis/Ulbra    | 2 marzo 1985     |                     | Canoas          |      |
| Petrobrás         | 2 marzo 1985     |                     | Canoas          |      |
| Esteio            | 2 marzo 1985     |                     | Esteio          |      |
| Luís Pasteur      | 2 marzo 1985     |                     | Sapucaia do Sul |      |
| Sapucaia          | 2 marzo 1985     |                     | Sapucaia do Sul |      |
| Unisinos          | 9 dicembre 1997  |                     | São Leopoldo    |      |
| São Leopoldo      | 20 novembre 2000 |                     | São Leopoldo    |      |
| Rio Dos Sinos     | 3 luglio 2012    |                     | São Leopoldo    |      |
| Santo Afonso      | 3 luglio 2012    |                     | Novo Hamburgo   |      |
| Industrial        | 30 gennaio 2014  |                     | Novo Hamburgo   |      |
| Fenac             | 30 gennaio 2014  |                     | Novo Hamburgo   |      |
| Novo Hamburgo     | 30 gennaio 2014  |                     | Novo Hamburgo   |      |